# アイム・アライヴ (エレクトリック・ライト・オーケストラの曲)
「アイム・アライヴ」 (I'm Alive) は、エレクトリック・ライト・オーケストラが1980年に発表した楽曲。映画「ザナドゥ」に使用され、同名のサウンドトラックにも収録されている。

## 概要
時代を反映したディスコナンバーである。
映画では、ムーサたちが壁に描かれた絵画から現実世界へ抜け出てくるシーンで使用されている。

## その他
- 数カ所でモールス符号のようなノーツが聞こえる。曲の終わり、及び終盤の間奏では異なったスピードで二種類のノーツが流れており、それぞれ「X」「ANADU」と解読できる。一方、曲のイントロが始まる前に流れているものは不規則であり意味をなさない。これら全てのノーツを"「E L O」と打たれている"とする文献もあるが、誤りである[1]。
- 2012年10月に発表された、ジェフ・リンがELO時代の曲をセルフカバーしたアルバム『Mr. Blue Sky: The Very Best of Electric Light Orchestra』に収録予定であった。ジェフによると「録音はした。だけどまだ何も手をつけてない。」